# Okstindan
Okstindan (südsamisch: Staajhk'åelkie, Goeksh'åelkie oder Uktsiesnjurhtjie) ist ein Gebirgsmassiv in der Kommune Hemnes in der norwegischen Provinz Nordland unweit der schwedischen Grenze.

## Geographie
Das Okstindan-Massiv liegt 30 km südlich von Mo i Rana. Das Gebirgsmassiv ist vom Gletscher Okstindbreen bedeckt. Der höchste Gipfel ist der Oksskolten (1916 moh.; Schartenhöhe ca. 1380 m), der auch der höchste Berg Nordnorwegens ist. Der Okskolten ist der nördlichste Gipfel der östlichen Bergkette  des Okstindan-Massivs. Nach Süden hin folgen Okshornet (1901 moh.; Schartenhöhe gut 185 m), Svartfjell-Hauptgipfel (1872 moh.; Schartenhöhe ca. 155 m) und Svartfjell-Mittelgipfel (1749 moh.; Schartenhöhe knapp 150 m). Die Zentralkette des Okstindan-Massivs trägt von Norden nach Süden die Hauptgipfel Okskalvan-Nordgipfel (1580 moh.; Schartenhöhe ca. 115 m), Okskalvan-Südgipfel (1646 moh.; Schartenhöhe ca. 240 m), Okstinden (1805 moh.; Schartenhöhe ca. 250 m), Tvillingtindan (1824 moh.; Schartenhöhe ca. 340 m) und Bessedørtinden (1562 moh.; Schartenhöhe ca. 250 m). Unmittelbar westlich des Tvillingtindan liegt der Vesttinden (1711 moh.; Schartenhöhe knapp 220 m), und weit nach Westen vorgeschoben der Gipfel Oksfjelltuva (1523 moh.; Schartenhöhe ca. 185 m). Der Hauptgruppe des Okstindan-Massivs südlich vorgelagert und tief abgesetzt durch die Täler Store Bessedørdalen und Oksfjelldalen sind die Berge Litlokstinden (1514 moh.; Schartenhöhe ca. 535 m) und Sørtuva (1497 moh.; Schartenhöhe ca. 505 m).
Südlich der Gebirgsgruppe liegt der See Røssvatnet. Die meisten Gletscher und Bäche des Gebirges speisen das Flusssystem der Røssåga, welche zum nordwestlich gelegenen Sørfjord, einem Fjordarm des Ranfjords, fließt. Im Nordosten liegt der Stausee Gresvatnet, der über die Seen Kjennsvatnet und Stormålvatnet und den Fluss Bjerkaelva ebenfalls in den Sørfjord entwässert.

## Tourismus
Häufige Ausgangspunkte für Bergtouren sind das Tal Leirskardalen sowie der See Kjennsvatnet.

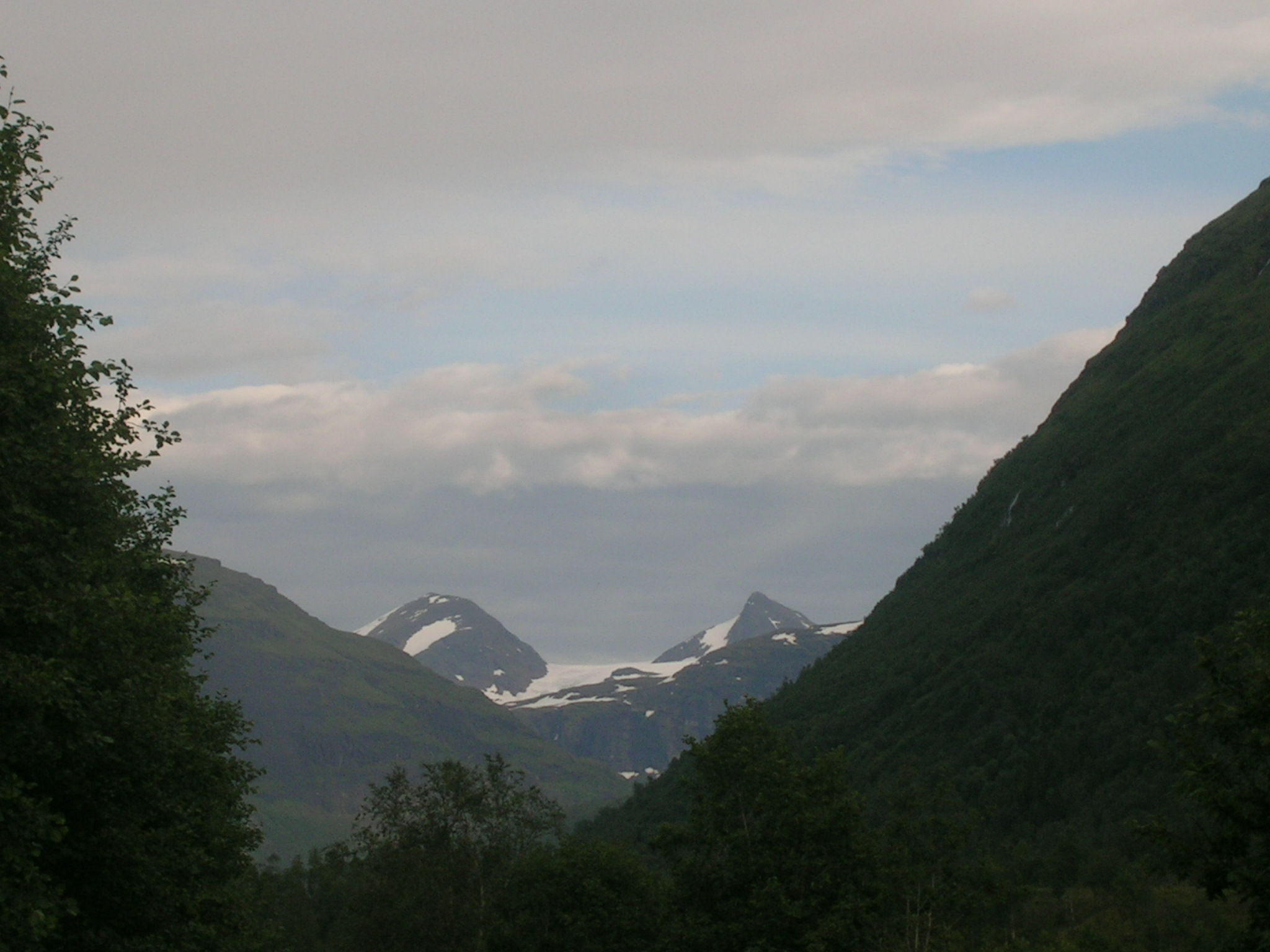
Gebirgsmassiv Okstindan bzw. Okstindene
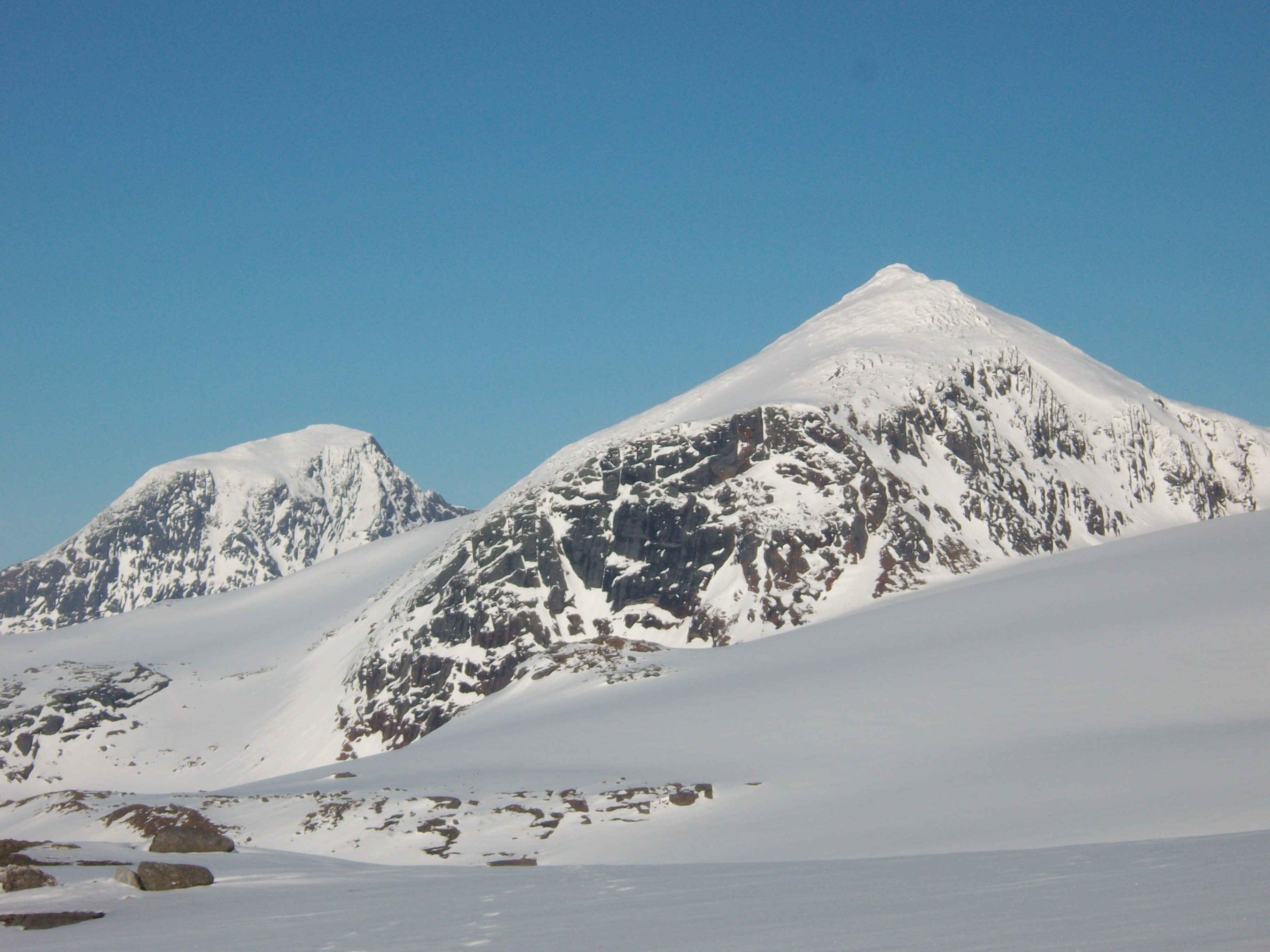
Oksskolten (links) und Okstinden (rechts)